# Eremiaphila reticulata
Eremiaphila reticulata es una especie de mantis de la familia Eremiaphilidae.

## Distribución geográfica
Se encuentra en Burkina Faso, Malí, Marruecos, Níger y Chad.